# Изник
 Тази статия е за града.  За езерото вижте Изник (езеро).  
Изник (на турски: İznik) е град в Турция, разположен на езерото Изник (İznik Gölu) на малоазиатския бряг срещу Истанбул. В Античността градът носи името Никея (на гръцки: Νικαια; на латински: Nicaea) и е главен град на областта Витиния. Основан е от Антигонос I Монофталмос под името Антигонея.
В християнството градът е известен с Никео-Цариградския символ на вярата, приет на Първия и Втория никейски събор – 325 и 787 г. През 1080 г. е превзет от селджуките, а през 1097 г. – от кръстоносците и предаден на византийците. През 1204 г., когато Константинопол пада под властта на латинците, тук император Теодор I Ласкарис основава Никейската империя. През 1331 г. градът попада окончателно под османска власт.
Днес малкият град Изник (с население 20 169 души от преброяването през 2000 г.) е център на керамичното производство в Турция. Тук се прави известният изнишки порцелан.

## Забележителности
Крепостни стени, няколко църкви („Св. София“ от IV век и „Успение Богородично“), театър, археологически музей.